# Az óceán
Az óceán (węg. Ocean) – trzeci studyjny album węgierskiego zespołu rockowego Korál, wydany w 1984 roku przez Hungaroton-Pepita na LP i MC. W 2006 roku nastąpiło jego wznowienie przez Hungaroton na CD, a album zawierał wówczas dwa dodatkowe utwory.

## Lista utworów
1. "Az óceán I. (A harmadik nap hajnalán)" (3:54)
2. "Ez mind szerelmes dal" (4:25)
3. "Szökevény" (3:24)
4. "Fekete korongok" (4:24)
5. "Eltitkolt ünnepek" (3:54)
6. "Kergesd el a felhőt a házamról" (4:08)
7. "Kölykök a hátsó udvarból" (4:48)
8. "Folytasd csak, fiú" (3:16)
9. "Gonosz tündér" (4:24)
10. "Jó utat, Diogénész gyermeke" (4:37)
11. "Az óceán II. (Mindíg úgy ölelj)" (5:42)
12. "Amikor mellettem vagy" – bonus (5:16)
13. "Nincs búcsúzás" – bonus (3:19)

## Wykonawcy
- Fecó Balázs – wokal, instrumenty klawiszowe
- László Fischer – gitara
- Tibor Fekete – gitara basowa
- Péter Dorozsmai – perkusja